# Transamérica
Transamerica (br / pt: Transamérica) é um filme independente norte-americano de 2005, do gênero drama, dirigido por Duncan Tucker.

## Sinopse
Transamérica é a história de uma mulher transexual chamada Bree que, uma semana antes de fazer a cirurgia de readequação sexual, descobre ter um filho de 17 anos que precisa de ajuda. Sua psicóloga proíbe que ela se submeta à cirurgia sem resolver esse assunto, por isso Bree viaja para Nova Iorque para encontrar o garoto. Num autêntico road movie, Bree e o filho iniciam a viagem de volta para Los Angeles e, no caminho, muita coisa acontece.

## Elenco
- Felicity Huffman ... Sabrina "Bree" Osbourne (Stanley Schupak)
- Kevin Zegers ... Toby Wilkins
- Graham Greene ... Calvin Many Goats
- Fionnula Flanagan ... Elizabeth Schupak
- Burt Young ... Murray Schupak
- Carrie Preston ... Sydney Schupak
- Elizabeth Peña ... Margaret
- Calpernia Addams ... Calpernia
- Andrea James ... treinadora de voz

## Recepção
No site agregador de críticas Rotten Tomatoes, 76% das 135 avaliações dos críticos são positivas. O consenso diz: "Um desempenho fantástico realizado por Felicity Huffman neste filme não convencional, mas um comovente road movie de transgêneros".

## Principais prêmios e indicações
| Ano  | Prêmio                        | Categoria                               | Nomeações                     | Resultado | Ref.   |
| ---- | ----------------------------- | --------------------------------------- | ----------------------------- | --------- | ------ |
| 2005 | Festival de Cinema de Tribeca | Melhor Atriz                            | Felicity Huffman              | Venceu    | [ 3 ]  |
| 2005 | Festival de Cinema de Tribeca | Melhor Filme                            | Duncan Tucker                 | Indicado  | [ 3 ]  |
| 2006 | Globo de Ouro                 | Melhor Atriz em um Filme Dramático      | Felicity Huffman              | Venceu    | [ 4 ]  |
| 2006 | Globo de Ouro                 | Melhor Canção Original                  | Dolly Parton (Travelin' Thru) | Indicado  | [ 4 ]  |
| 2006 | Independent Spirit Awards     | Melhor Atriz                            | Felicity Huffman              | Venceu    | [ 5 ]  |
| 2006 | Independent Spirit Awards     | Melhor Roteiro de Estréia               | Duncan Tucker                 | Venceu    | [ 5 ]  |
| 2006 | Independent Spirit Awards     | Melhor Filme de Estréia                 | Duncan Tucker                 | Indicado  | [ 5 ]  |
| 2006 | Oscar                         | Melhor Atriz                            | Felicity Huffman              | Indicada  | [ 6 ]  |
| 2006 | Oscar                         | Melhor Canção Original                  | Dolly Parton (Travelin' Thru) | Indicado) | [ 6 ]  |
| 2006 | GLAAD Media Awards            | Melhor Filme – Lançamento Limitado      | Transamerica                  | Venceu    | [ 7 ]  |
| 2006 | SAG Awards                    | Melhor Atriz Principal                  | Felicity Huffman              | Indicada  | [ 8 ]  |
| 2006 | Critics' Choice Awards        | Melhor Atriz                            | Felicity Huffman              | Indicada  | [ 9 ]  |
| 2006 | Critics' Choice Awards        | Melhor Canção                           | Dolly Parton (Travelin' Thru) | Indicado  | [ 9 ]  |
| 2007 | Grammy Awards                 | Melhor Canção Escrita para Mídia Visual | Dolly Parton (Travelin' Thru) | Indicado  | [ 10 ] |